# Daniel Francis (Fußballspieler)
Daniel Francis (* 10. Juli 2002 in Bradford, England) ist ein sierra-leonischer Fußballspieler, der auch einen deutschen und britischen Pass besitzt.

## Karriere

### Verein
Francis wechselte am 15. Februar 2021 aus der Jugend von Bradford City zu Rot Weiss Ahlen in die Regionalliga West. Sein Debüt gab er am 20. Februar 2021 beim 0:0 gegen den SC Wiedenbrück. Sein Arbeitspapier bei den Ahlenern lief bis zum 30. Juni 2022 und er absolvierte bis dahin 51 Pflichtspiele für die Westfalen. Von Juli 2022 bis Januar 2023 war Francis vereinslos.  
Am 31. Januar 2023 schloss Francis sich dem KFC Uerdingen 05 in der Oberliga Niederrhein an.

### Nationalmannschaft
Francis debütierte am 26. August 2021 beim 0:0 im Freundschaftsspiel gegen Äthiopien für die sierra-leonische A-Nationalmannschaft. Am 5. Januar 2022 wurde bekannt, dass Francis für den Afrika-Cup 2022 nominiert wurde. Dort stand er allerdings bei Turnierbeginn nicht mehr im Kader. Im Juni folgten dann zwei weitere Berufungen für die Afrika-Cup-Qualifikation gegen Nigeria sowie Guinea-Bissau, wo er jedoch nicht zum Einsatz kam. 

## Sonstiges
Daniel Francis wurde in England geboren, sein Vater stammte aus Sierra Leone und seine Mutter ist deutsch. Er besitzt die englische, sierra-leonische und deutsche Staatsbürgerschaft. In Bradford legte Francis vor seinem Wechsel zu RW Ahlen sein Abitur ab und plant ein Fernstudium (Internationale Beziehungen) in London.